# Bettine Langehein

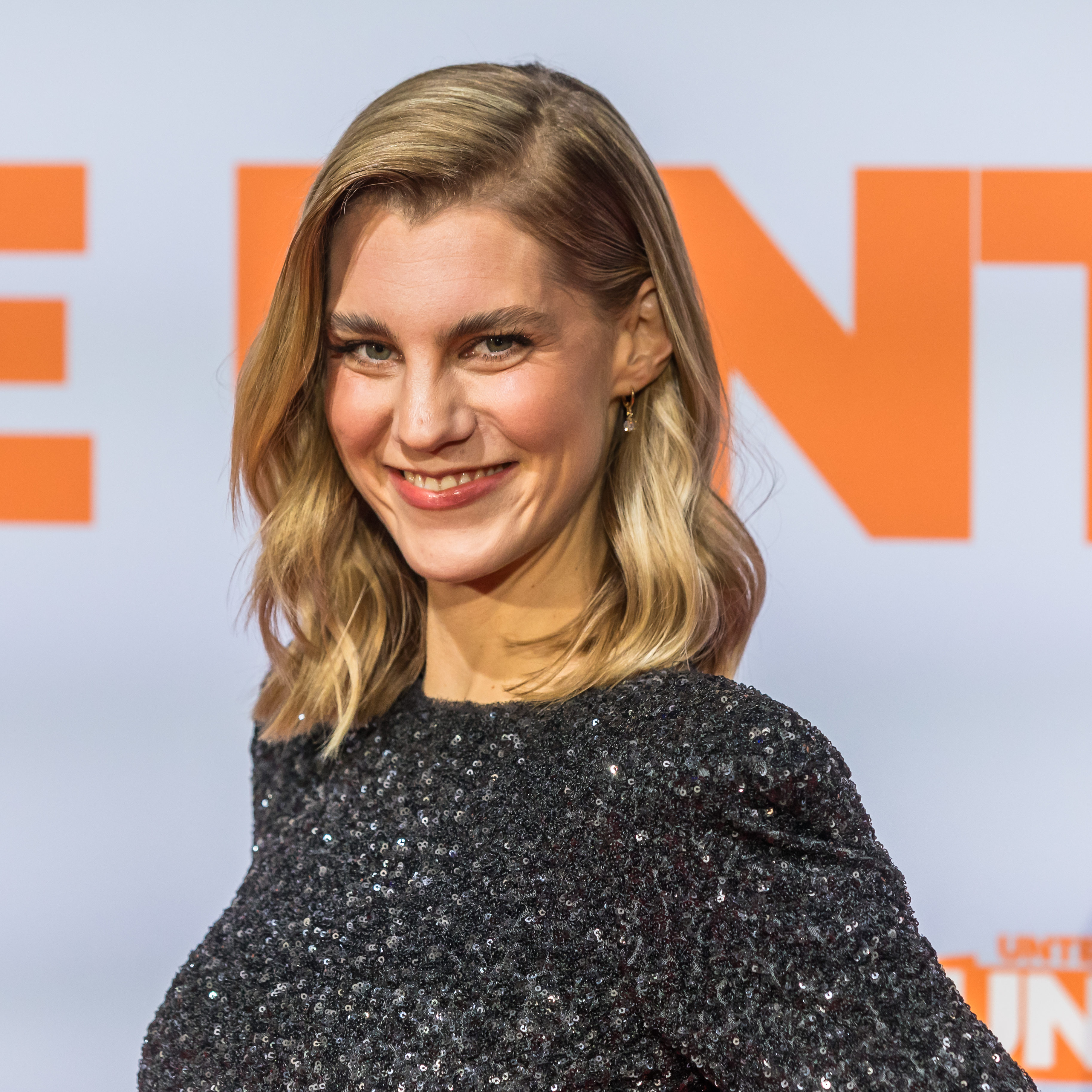
Bettine Langehein (2024)

Bettine Langehein (* 25. April 1989 in Baden-Baden als Bettina Langehein) ist eine deutsch-französische Theater- und Filmschauspielerin.

## Leben
Bettine Langehein verbrachte ihre Kindheit zunächst im elsässischen Rœschwoog. Nach dem Umzug der Familie nach Karlsruhe besuchte sie die französische Abteilung der Europäischen Schule, bevor sie am Musikzug des Helmholtz-Gymnasiums Abitur machte.

## Theater
Vor Aufnahme ihres Schauspielstudiums besuchte Bettine Langehein einige Semester lang Vorlesungen für Theaterwissenschaften und Kunstgeschichte an der Ludwig-Maximilians-Universität in München. Von 2011 bis 2015 absolvierte sie ihre Schauspielausbildung an der Universität für Musik und darstellende Kunst in Graz. In Rainer Werner Fassbinders Drama Katzelmacher spielte sie 2014 unter der Regie von Nina Mattenklotz die Rolle der Elisabeth, wofür sie mit dem Ensemblepreis beim Treffen deutschsprachiger Schauspielschulen ausgezeichnet wurde. Während ihres Studiums wirkte Bettine Langehein bei einigen Stücken am Schauspielhaus Graz mit.
In den Jahren 2015 bis 2018 war sie festes Ensemblemitglied des Staatstheaters Nürnberg. Dort spielte sie unter anderem unter Bettina Brunier in Elfriede Jelineks Die Schutzbefohlenen und unter Klaus Kusenberg in Joël Pommerats Die Wiedervereinigung der beiden Koreas sowie die Rolle der Erna in Horvaths Kasimir und Karoline (Regie Georg Schmiedleitner). Darüber hinaus arbeitete sie auch mit der Regisseurin Julia Prechsl zusammen.
Während ihres Engagements am Theater war sie auch als Synchronsprecherin tätig.

## Film
Erste Erfahrungen vor der Kamera machte Bettine Langehein mit kleinen Gastauftritten unter anderem bei Ein Fall für zwei (ZDF), Die Bergretter (ZDF) und Was ich eigentlich sagen wollte (Comedy Central). Einem breiteren Fernsehpublikum wurde sie mit der Rolle der Stella Richter in der RTL-Serie „Unter uns“ bekannt. Für den Spielfilm Die Q ist ein Tier übernahm sie die Rolle der Martina Tegt.